# Chris Christie
Chris Christie (Newark, 1962. szeptember 6. –) amerikai ügyvéd és politikus. 2010 óta Jon Corzine utódjaként New Jersey állam kormányzója. A 2016-os amerikai elnökválasztás egyik republikánus párti jelöltje. Keresztény.
Édesanyja részéről olasz (szicíliai), míg édesapja részéről skót és ír felmenőkkel rendelkezik.